# Århusmassakern
Århusmassakern ägde rum tisdagen den 5 april 1994 då 35-årige Flemming Nielsen från Silkeborg sköt ned fyra personer, varav två dödades, vid Aarhus universitet i Danmark. Nielsen hade varit student vid universitetet sedan 1986. Han öppnade eld med ett avsågat hagelgevär i en universitetscafeteria där han dödade sitt första offer, 24-åriga Birgit Bohn Wolfsen. De återstående studenterna i rummet lyckades fly. Nielsen fortsatte till en annan cafeteria och öppnade eld igen och dödade hans andra offer, 27-åriga Randi Thode Kristensen. Ytterligare två personer skadades men överlevde.
Flemming Nielsen drog sig tillbaka till ett källarbadrum där han sköt sig själv till döds. Obduktionen visade att han hade tagit Fontex före händelsen, och polisen hittade ett självmordsbrev i hans hem, som angav hur han inte kunde hantera livet längre, och att han ville döda vissa människor innan han avslutade sitt eget liv.